# Богословский переулок
Богосло́вский переу́лок — улица в центре Москвы между Тверским бульваром и Большим Палашёвским переулком.

## Происхождение названия
В XVII веке — Быкова улица — по фамилии домовладельца, затем — Малый Кузнецкий переулок — по находившимся вблизи кузницам Бронной слободы. Современное название возникло в XIX веке по церкви святого апостола Иоанна Богослова, построенной в XVII веке, первое документальное упоминание о ней — в 1615 году. Церковь была закрыта с 1933 по 1992 год; в 1995 году полностью восстановлена.

## Описание
Богословский переулок начинается с внешней стороны Тверского бульвара, проходит на северо-запад, оставляет справа храм Иоанна Богослова, пересекает Большую Бронную и выходит на Большой Палашёвский переулок.

## Примечательные здания и сооружения

### По нечётной стороне
- № 3 — жилой дом. Здесь жила актриса Нина Сухоцкая[1], дерматолог Михаил Членов[2].

### По чётной стороне

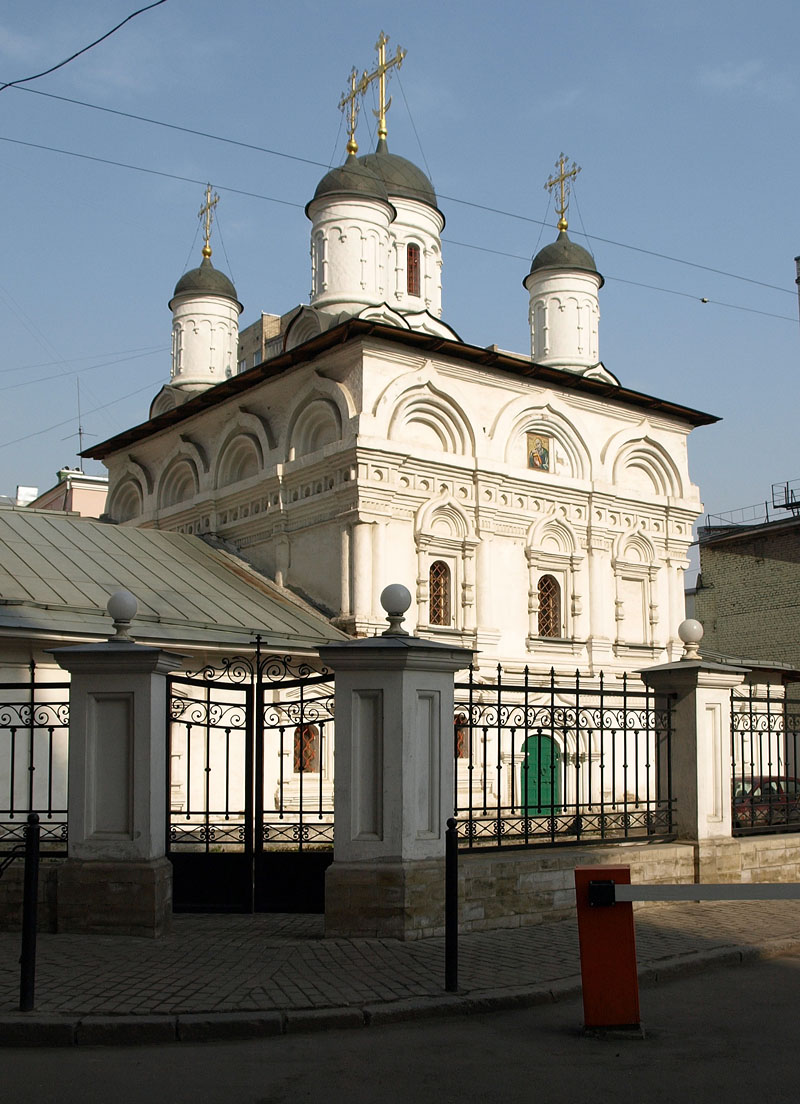
Храм во имя Апостола Иоанна Богослова в Бронной слободе, 2007 г.

- № 4 — Церковь Иоанна Богослова на Бронной,  памятник архитектуры;
- № 8 (№ 15 по Большой Бронной улице) — доходный дом в 4 этажа (1914, архитектор Г. А. Гельрих), на первом этаже дома находится отделение «Почты России»;
- № 10 — детский сад № 3.

## В кино
Табличка с названием переулка на доме № 7 хорошо видна в кадре на 38 минуте 56 секунде 3 серии фильма «Гостья из будущего» — когда назначивший встречу у Коли Герасимова Фима Королёв заходит в дверь дома его подъезда.